# Jessica Diggins
Jessica Diggins (Minneapolis, 26 de agosto de 1991) es una deportista estadounidense que compite en esquí de fondo.
Participó en tres Juegos Olímpicos de Invierno, obteniendo tres medallas, oro en Pyeongchang 2018, en velocidad por equipo (junto con Kikkan Randall), y dos en Pekín 2022, plata en 30 km y bronce en velocidad individual, y el octavo lugar en Sochi 2014 (15 km).
Ganó siete medallas en el Campeonato Mundial de Esquí Nórdico entre los años 2015 y 2025.

## Palmarés internacional
| Juegos Olímpicos   | Juegos Olímpicos            | Juegos Olímpicos  | Juegos Olímpicos     |
| Año                | Lugar                       | Medalla           | Prueba               |
| ------------------ | --------------------------- | ----------------- | -------------------- |
| 2018               | Pyeongchang (Corea del Sur) | Medalla de oro    | Velocidad por equipo |
| 2022               | Pekín (China)               | Medalla de plata  | 30 km                |
| 2022               | Pekín (China)               | Medalla de bronce | Velocidad individual |
| Campeonato Mundial |                             |                   |                      |
| Año                | Lugar                       | Medalla           | Prueba               |
| 2015               | Falun (Suecia)              | Medalla de oro    | Velocidad por equipo |
| 2017               | Lahti (Finlandia)           | Medalla de plata  | Velocidad            |
| 2017               | Lahti (Finlandia)           | Medalla de plata  | Velocidad individual |
| 2017               | Lahti (Finlandia)           | Medalla de bronce | Velocidad por equipo |
| 2023               | Planica (Eslovenia)         | Medalla de oro    | 10 km                |
| 2023               | Planica (Eslovenia)         | Medalla de bronce | Velocidad por equipo |
| 2025               | Trondheim (Noruega)         | Medalla de plata  | Velocidad por equipo |